# فوخو

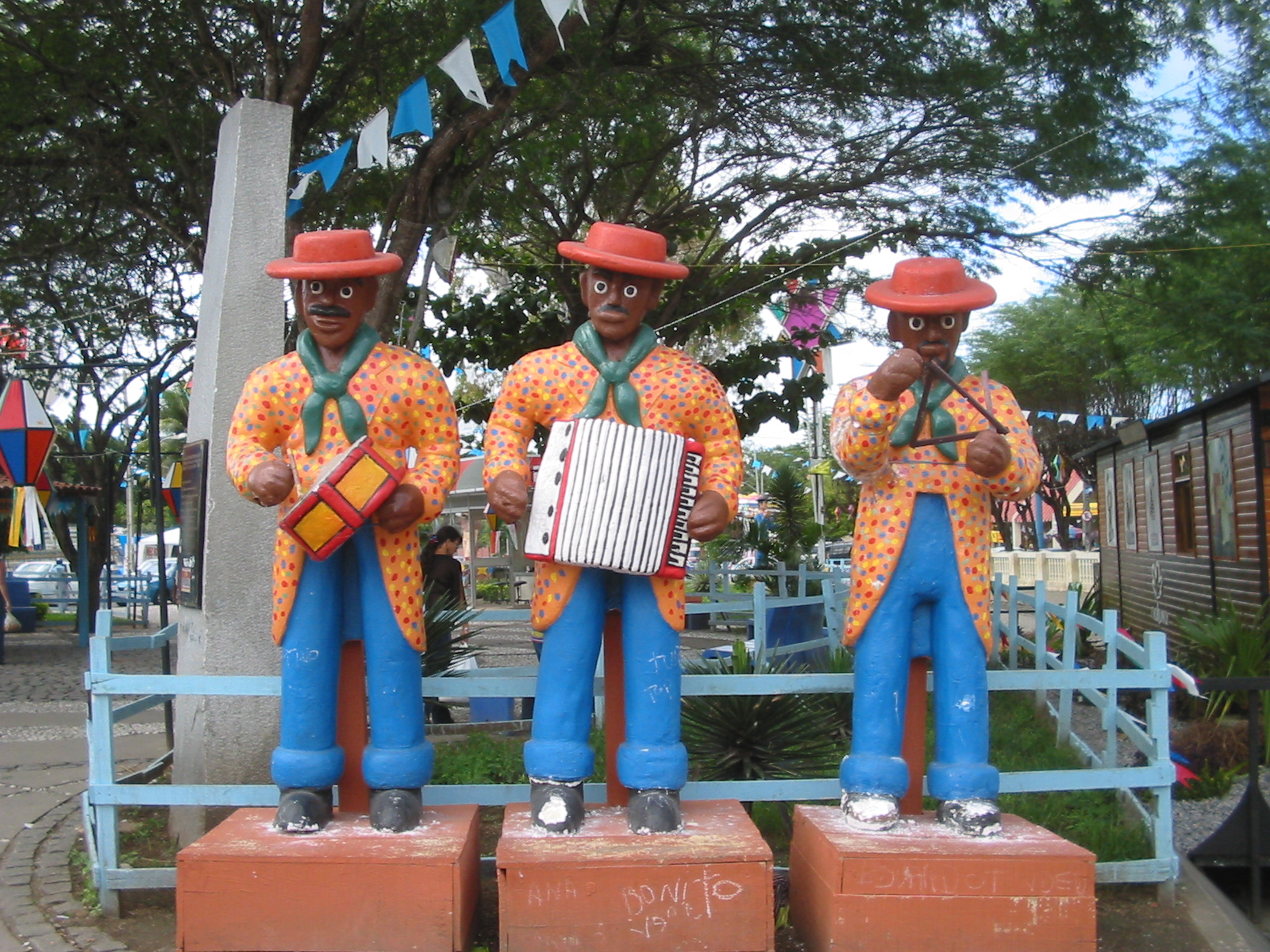

فوخو یک سبک موسقی برزیلی است که بر مبنای آن رقص فوخو توسط Festa Junina بنیانگذاری شده است. جایگاه اصلی فوخو برزیل شمالی بوده و پس از دهه‌ها در کشورهای دیگری از جمله پرتفال فراگیر شده است. این سبک رقص تقریباً پنج گام مختلف برای وزن‌های مختلف موسیقی دارد. (R)(r) در زبان پرتغالی گاه صدای خ می‌دهد. برای همین است که فوخو گفته می‌شود.